# Qami Qami
Qami Qami (арм. "Քամի Քամի"; рус. Ветер Ветер) — песня армянской певицы Малены, победившей на Детском Евровидении 2021. Песня получила 224 балла на конкурсе, который прошёл 19 декабря в Париже. Написана преимущественно на армянском языке, с некоторыми фразами на английском.

## Детский конкурс песни Евровидение
Песня была выбран для представления Армении на детском конкурсе песни «Евровидение-2021» в Париже 19 декабря, организованном France Télévisions и Европейским вещательным союзом. Название песни, а также текст были обнародованы 18 ноября, а сама песня была выпущена на следующий день.
Песня выиграла конкурс, набрав 224 балла — на 6 очков больше, чем у занявшей второе место Польши. «Qami Qami» получила наибольшее количество баллов в онлайн-голосовании — 109 баллов, а в голосовании жюри заняла третье место, набрав 115 баллов. Жюри Польши и Португалии поставили Армении высшую оценку в 12 баллов.